# Christophe Riblon
Christophe Riblon (Tremblay-en-France, 17 gennaio 1981) è un ex ciclista su strada e pistard francese, professionista dal 2005 al 2017, vincitore di due tappe al Tour de France, una nel 2010 ad Ax 3 Domaines e una nel 2013 sull'Alpe d'Huez, e di due medaglie d'argento ai campionati del mondo su pista.

## Carriera
Dopo quattro stagioni da dilettante con il Cyclo Club de Nogent-sur-Oise, passa professionista su strada nel 2005 con la AG2R Prévoyance: da allora è sempre rimasto tra le file di questa formazione, divenuta AG2R La Mondiale nel 2008, fino al ritiro, avvenuto a fine 2017. Nel 2010 vince, dopo una lunga fuga, la tappa pirenaica del Tour de France con arrivo ad Ax 3 Domaines. Tre anni dopo si aggiudica la diciottesima tappa del Tour de France 2013, quella con arrivo sull'Alpe d'Huez, e al termine della corsa viene anche insignito del premio della combattività. Nella seconda tappa del Tour de Pologne 2013 vince in cima al Passo Pordoi.
Su pista ha ottenuto due medaglie d'argento ai campionati del mondo, una nel 2008 nella corsa a punti e una nel 2010 nell'americana in coppia con Morgan Kneisky. Ha anche partecipato ai Giochi olimpici di Pechino, nel 2008, gareggiando nell'inseguimento a squadre e nella corsa a punti.

## Palmarès

### Strada
- 2003 (Dilettanti)

Ronde de l'Oise
- 2004 (AG2R Prévoyance)

Campionati francesi, Prova in linea dilettanti s.c.
- 2006 (AG2R Prévoyance)

4ª tappa Circuit de Lorraine (Metz > Hayange)
- 2007 (AG2R Prévoyance)

Tour de la Somme
- 2009 (AG2R La Mondiale, una vittoria)

3ª tappa Route du Sud (Izaourt > Bagnères-de-Luchon)
- 2010 (AG2R La Mondiale, due vittorie)

Les Boucles du Sud Ardèche
14ª tappa Tour de France (Revel > Ax 3 Domaines)
- 2013 (AG2R La Mondiale, due vittorie)

18ª tappa Tour de France (Gap > Alpe d'Huez)
2ª tappa Tour de Pologne (Marilleva > Passo Pordoi)

#### Altri successi
- 2005 (AG2R Prévoyance)

3ª tappa Vuelta a Castilla y León (Toro, cronometro a squadre)
- 2009 (AG2R La Mondiale)

Classifica scalatori Tour de Picardie
- 2013 (AG2R La Mondiale)

Criterium di Lisieux
Critérium du Guidon d'Or d'Hellemmes
Premio della Combattività Tour de France

### Pista
- 2007

2ª prova Coppa del mondo 2007-2008, Americana (Pechino, con Jérôme Neuville)

## Piazzamenti

### Grandi Giri
- Giro d'Italia

2007: 82º
- Tour de France

2008: 134º
2009: 78º
2010: 26º
2011: 51º
2012: 73º
2013: 37º
2014: 120º
2015: 68º
- Vuelta a España

2009: 46º
2010: 130º
2012: 162º
2016: 153º

### Classiche monumento
- Milano-Sanremo

2012: 56º
2015: ritirato
2016: 87º
- Giro delle Fiandre

2006: ritirato
2007: ritirato
- Parigi-Roubaix

2005: ritirato
2006: ritirato
2007: ritirato
- Liegi-Bastogne-Liegi

2009: ritirato
2010: ritirato
2011: ritirato
2012: ritirato
2014: 76º
- Giro di Lombardia

2006: 71º
2007: 41º
2009: ritirato
2010: ritirato

### Competizioni mondiali
- Campionati del mondo su strada

Mendrisio 2009 - In linea Elite: 61º
Valkenburg 2012 - Cronosquadre: 15°
Toscana 2013 - In linea Elite: ritirato
Richmond 2015 - Cronosquadre: 14°
Doha 2016 - Cronosquadre: 11°
- Campionati del mondo su pista

Manchester 2008 - Corsa a punti: 2º
Ballerup 2010 - Corsa a punti: 6º
Ballerup 2010 - Americana: 2º
- Giochi olimpici

Pechino 2008 - Inseguimento a squadre: 8º
Pechino 2008 - Corsa a punti: 21º

### Competizioni europee
- Campionati europei

Büttgen 2002 - Inseguimento a squadre Under-23: 2°